# 2018년 솔록 지진
2018년 솔록 지진은 2018년 7월 21일 인도네시아 수마트라바랏 주 솔록 인근 시루캄 지역에서 일어난 규모 M5.2의 지진이다. 인도네시아에선 규모 M5.3으로 발표하였다.

## 같이 보기
- 2018년 인도네시아 지진